# Kyle Van Noy
Kyle Van Noy (geboren am 26. März 1991 in Reno, Nevada) ist ein US-amerikanischer American-Football-Spieler auf der Position des Linebackers. Er spielte College Football für die Brigham Young University. Van Noy wurde im NFL Draft 2014 von den Detroit Lions ausgewählt. Von 2015 bis 2019 spielte er für die New England Patriots, mit denen er zweimal den Super Bowl gewann. In der Saison 2020 stand Van Noy bei den Miami Dolphins unter Vertrag, bevor er 2021 zu den New England Patriots zurückkehrte. In der Saison 2022 spielte er für die Los Angeles Chargers. Zurzeit steht Van Noy bei den Baltimore Ravens unter Vertrag.

## College
Van Noy wurde kurz nach seiner Geburt adoptiert und wuchs in Kalifornien auf. Als er elf Jahre alt war, zog er mit seiner Familie nach Nevada. Er besuchte die Robert McQueen High School in seinem Geburtsort Reno, Nevada. Von 2010 bis 2013 spielte er College Football für die Brigham Young University (BYU) in Utah. In vier Spielzeiten bestritt er 52 Spiele für die BYU Cougars, davon 36 als Starter. Mit 13 Sacks in seinem Jahr als Junior war Van Noy in dieser Statistik der siebtbeste Spieler des Landes. Insgesamt erzielte er in seiner College-Karriere 226 Tackles, davon 62 für Raumverlust, 26 Sacks und sieben Interceptions. Er spielte im Senior Bowl.

## NFL

### Detroit Lions
Van Noy wurde im NFL Draft 2014 in der 2. Runde an 40. Stelle von den Detroit Lions ausgewählt. Während der Saisonvorbereitung zog sich Van Noy im August eine Bauchverletzung zu, weshalb ihn die Lions für die erste Saisonhälfte auf die Injured Reserve List setzten. Mit sechs Tackles in acht Spielen blieb Van Noy in seiner Rookiesaison blass.
Auch in der Saison 2015 spielte Van Noy nur eine geringfügige Rolle in der Defense der Lions. Er wurde meist nur für wenige Snaps pro Partie eingesetzt und kam auf 10 Tackles sowie einen Sack. In die folgende Spielzeit ging Van Noy dann schließlich erstmals als Starter.

### New England Patriots
Am 25. Oktober 2016 tauschten die Lions Van Noy und einen Siebtrundenpick gegen einen Sechstrundenpick der New England Patriots. In New England entwickelte sich Van Noy schnell zu einem wichtigen Bestandteil der Defense. Beim Sieg der Patriots im AFC Championship Game gegen die Pittsburgh Steelers erzwang er einen Fumble. Mit den Patriots gewann Van Noy den Super Bowl LI nach zwischenzeitlichem 3:28-Rückstand in der Overtime mit 34:28 gegen die Atlanta Falcons. Kurz vor dem Ende des dritten Viertels gelang ihm, zusammen mit Trey Flowers, ein Sack gegen Atlantas Quarterback Matt Ryan bei Third Down.
Im September 2017 verlängerte Van Noy seinen Vertrag in New England bis 2019. Er bestritt die Saison als Starter, drei der letzten vier Spiele der Regular Season verpasste er wegen einer Wadenverletzung. Dabei wurde er zunächst als Outside Linebacker eingesetzt, nach dem verletzungsbedingten Ausfall von Dont’a Hightower spielte Van Noy auch in der Mitte und übernahm Hightowers Rolle als Spielführer der Defense. Am Ende der Saison stand Van Noy mit New England erneut im Super Bowl, musste sich allerdings im Super Bowl LII den Philadelphia Eagles mit 33:41 geschlagen geben.
In der Saison 2018 spielte Van Noy seine bis dahin stärkste Saison und erzielte in der Regular Season 92 Tackles, womit er seine Mannschaft in dieser Statistik anführte. Im AFC Championship Game gegen die Kansas City Chiefs war er mit 10 Tackles und zwei Sacks sowie einem erzwungenen Fumble ein bedeutender Faktor für den Sieg. Zum dritten Mal in Folge standen die Patriots im Super Bowl, den sie in einem defensiv geprägten Spiel mit 13:3 gegen die Los Angeles Rams gewannen.
In der Spielzeit 2019 stellte Van Noy neue Karrierebestwerte in Sacks, erzwungenen Fumbles und Quarterback Hits auf.
Van Noy wurde in das All-Star-Team der Patriots der 2010er-Jahre gewählt.

### Miami Dolphins
Im März unterschrieb Van Noy einen Vierjahresvertrag über 51 Millionen Dollar bei den Miami Dolphins. Im Spiel gegen die Cincinnati Bengals am 13. Spieltag konnte Van Noy drei Sacks bei fünf Tackles for Loss erzielen, zudem konnte er einen gegnerischen Pass ablenken, sodass dieser zu einer Interception von Nik Needham führte. Van Noy wurde als AFC Defensive Player of the Week ausgezeichnet. Im März 2021 entließen die Dolphins Van Noy, um Cap Space zu sparen.

### Rückkehr zu den New England Patriots
Nach seiner Entlassung in Miami kehrte Van Noy nach New England zurück und erhielt dort einen Zweijahresvertrag im Wert von 13,2 Millionen Dollar. Am 7. März 2022 wurde er aus Salary-Cap-Gründen entlassen.

### Los Angeles Chargers
Am 5. Mai 2022 nahmen die Los Angeles Chargers Van Noy unter Vertrag. Bei den Chargers bestritt er 13 Spiele als Starter und verzeichnete 46 Tackles, fünf Sacks und drei verteidigte Pässe.

### Baltimore Ravens
Am 27. September 2023 schloss Van Noy sich zunächst dem Practice Squad der Baltimore Ravens an, drei Tage später nahmen sie ihn in den aktiven Kader auf.

### NFL-Statistiken
| Saison                             | Saison | Spiele | Spiele      | Tackles | Tackles | Tackles | Tackles | Interceptions | Interceptions | Interceptions | Interceptions | Interceptions | Fumbles | Fumbles | Fumbles |
| Jahr                               | Team   | Spiele | als Starter | Gesamt  | Solo    | Ast     | Sacks   | PD            | INT           | Yds           | Lng           | TD            | FF      | FR      | TD      |
| ---------------------------------- | ------ | ------ | ----------- | ------- | ------- | ------- | ------- | ------------- | ------------- | ------------- | ------------- | ------------- | ------- | ------- | ------- |
| 2014                               | DET    | 8      | 0           | 6       | 6       | 0       | 0,0     | 0             | 0             | 0             | 0             | 0             | 0       | 0       | 0       |
| 2015                               | DET    | 15     | 0           | 10      | 8       | 2       | 1,0     | 0             | 0             | 0             | 0             | 0             | 0       | 0       | 0       |
| 2016                               | DET    | 7      | 7           | 23      | 21      | 0       | 0,0     | 1             | 0             | 0             | 0             | 0             | 0       | 0       | 0       |
| 2016                               | NE     | 7      | 2           | 29      | 11      | 18      | 1,0     | 2             | 1             | 0             | 0             | 0             | 1       | 0       | 0       |
| 2017                               | NE     | 13     | 12          | 73      | 58      | 15      | 5,5     | 2             | 0             | 0             | 0             | 0             | 0       | 0       | 0       |
| 2018                               | NE     | 16     | 16          | 92      | 55      | 37      | 3,5     | 2             | 1             | 0             | 0             | 0             | 1       | 2       | 1       |
| 2019                               | NE     | 15     | 15          | 56      | 41      | 15      | 6,5     | 3             | 0             | 0             | 0             | 0             | 3       | 2       | 1       |
| 2020                               | MIA    | 14     | 13          | 69      | 46      | 23      | 6,0     | 6             | 0             | 0             | 0             | 0             | 2       | 2       | 0       |
| 2021                               | NE     | 16     | 8           | 66      | 42      | 24      | 5,0     | 10            | 1             | 35            | 35            | 1             | 2       | 1       | 0       |
| 2022                               | LAC    | 17     | 13          | 46      | 30      | 16      | 5,0     | 3             | 0             | 0             | 0             | 0             | 1       | 2       | 0       |
| 2023                               | BAL    | 14     | 3           | 30      | 20      | 10      | 9,0     | 4             | 0             | 0             | 0             | 0             | 2       | 0       | 0       |
| 2024                               | BAL    | 16     | 13          | 41      | 25      | 16      | 12,5    | 2             | 0             | 0             | 0             | 0             | 2       | 1       | 0       |
| Gesamt                             | Gesamt | 158    | 102         | 541     | 363     | 178     | 55,0    | 35            | 3             | 35            | 35            | 1             | 14      | 10      | 2       |
| Quelle: pro-football-reference.com |        |        |             |         |         |         |         |               |               |               |               |               |         |         |         |

## Persönliches
Van Noy ist seit 2014 verheiratet und hat einen 2019 geborenen Sohn.